# 691 v.Chr.
Het jaar 691 v.Chr. is een jaartal volgens de christelijke jaartelling. 

## Gebeurtenissen

### Assyrië
- Koning Sanherib verslaat in de slag bij Hallule het Elamitisch-Babylonische leger.

### Palestina
- Volgens de profeet Amos vindt er op 28 juli een zonsverduistering plaats.